# Гран-при Шамбери
Гран-при Шамбери (фр. Grand Prix de Chambéry) — женская шоссейная однодневная велогонка, проходящая по территории Франции с 2003 года.

## История

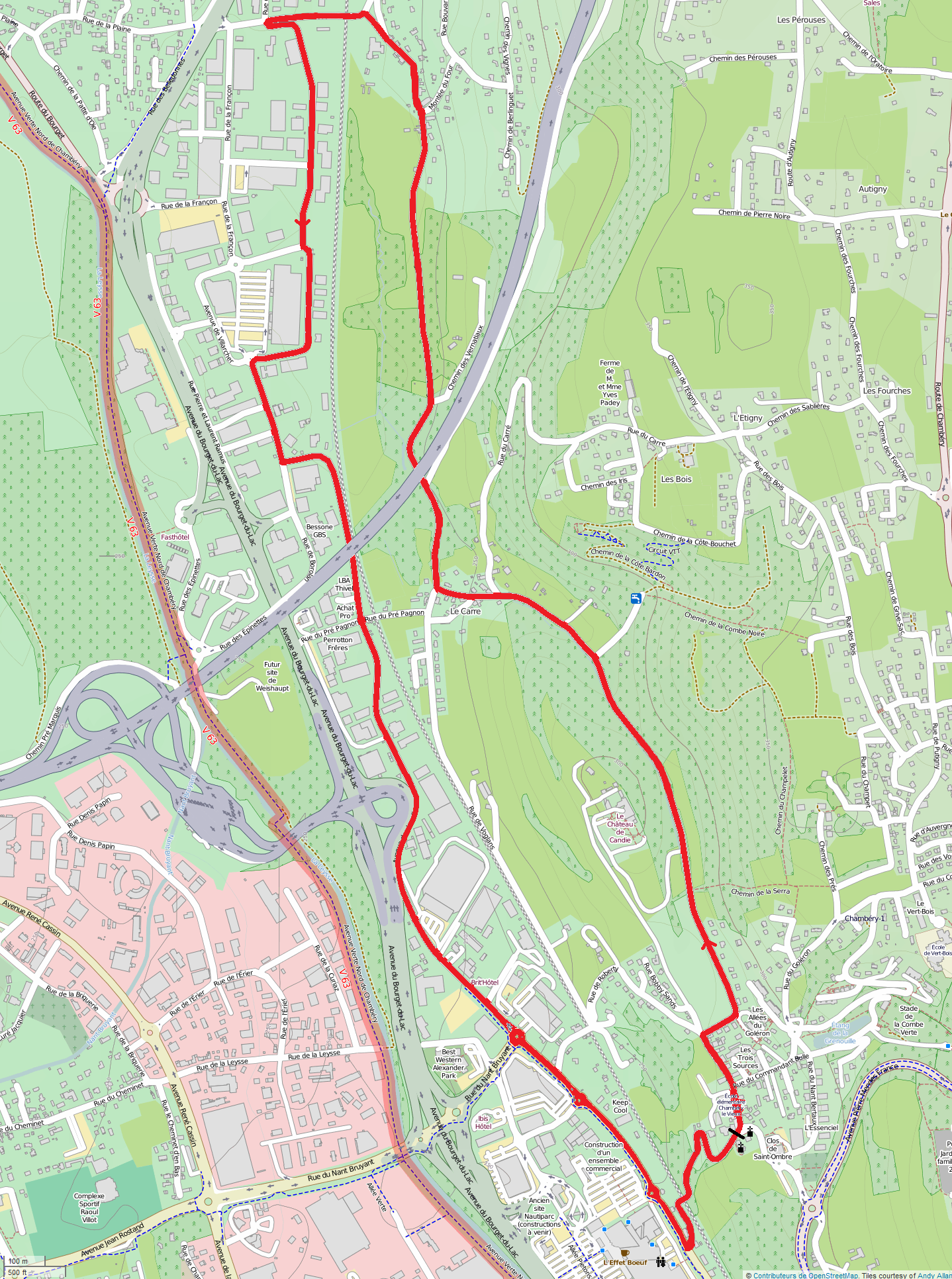
8-километровый круг до 2019 года

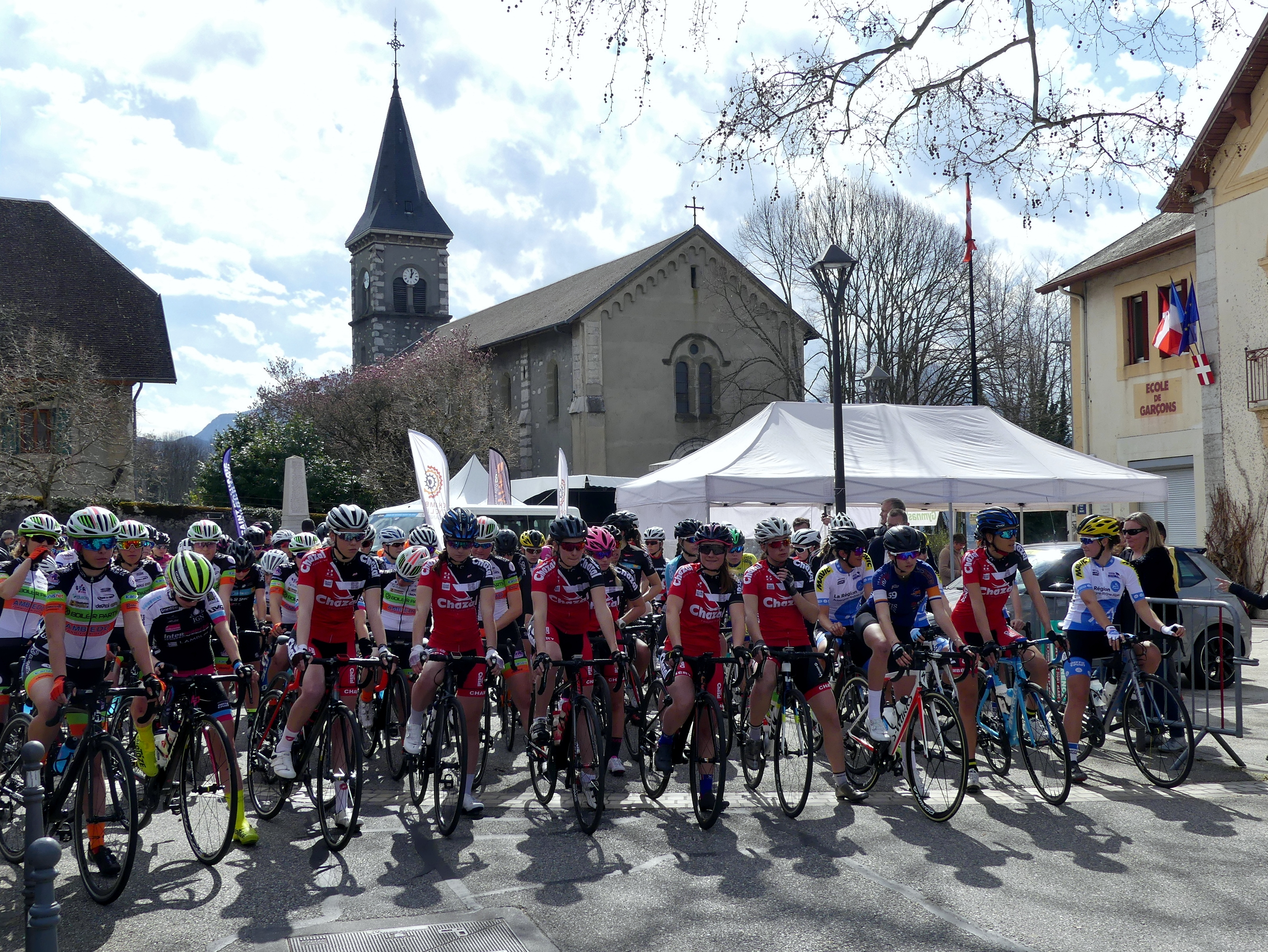
Старт гонки 2019 года

С момента своего создания в 2003 году гонка стала проходить в рамках национального календаря. С 2015 по 2017 год входила в календарь женского Кубка Франции.
В 2020 году гонка была отменена из-за пандемии COVID-19. В 2021 году повысила свой статус войдя в Женский мировой шоссейный календарь UCI, но в том же году из-за продолжавшейся пандемии COVID-19 была проведена в закрытом режиме без зрителей.
Маршрут гонки проходит в окрестностях Шамбери, главного города департамента Савойя (департамент). До 2019 года включительно он представлял собой круг длинною 8 км в районе коммун Шамбери-ле-Вьё и Воглан который проходили до 12 раз, а общая протяжённость дистанции составляла до 96 км. С 2021 года круг увеличился до 16—18 км, а количество кругов сократилось до 5—6. Общая протяжённость дистанции при этом стала составлять 100—110 км.
Организатором выступает Chambéry Cyclisme Organisation.
По состоянию на конец 2022 года рекордсменом с пятью победами является француженка Софи Кре, выигравшая также дебютную гонку.

## Призёры
| Год  | Победитель            | Второй                | Третий            |          |
| ---- | --------------------- | --------------------- | ----------------- | -------- |
| 2003 | Софи Крё              | Жанни Лонго           | Виржиния Муанар   |          |
| 2004 | Мелисса Холт          | Жанни Лонго           | Марина Жонатр     |          |
| 2005 | Софи Крё              | Фанни Риберо          | Альна Бурато      |          |
| 2006 | Магали Мокери         | Софи Крё              | Сильви Ридл       |          |
| 2007 | Магали Мокери         | Фанни Риберо          | Маарис Майер      |          |
| 2008 | Софи Крё              | Модеста Вжесняускайте | Анна Цуньо        |          |
| 2009 | Модеста Вжесняускайте | Ноэми Кантеле         | Николь Брендли    |          |
| 2010 | Софи Крё              | Эдвиж Питель          | Мартина Ружичкова |          |
| 2011 | Софи Крё              | Элоди Хегобуру        | Эдвиж Питель      |          |
| 2012 | Алексия Моффат        | Элоди Хегобуру        | Беатрис Тома      |          |
| 2013 | Николь Ханзельманн    | Штеффи Джамоно        | Элоди Хегобуру    |          |
| 2014 | Амели Риват           | Софи Крё              | Марион Сико       |          |
| 2015 | Manon Souyris         | Амели Риват           | Сорайя Паладин    |          |
| 2016 | Marjolaine Bazin      | Жюльетт Лабу          | Даниэла Рейс      |          |
| 2017 | Анабель Древиль       | Северин Эро           | Офели Фенарт      |          |
| 2018 | Manon Souyris         | Нгуен Тхи Тат         | Эвита Мьюзик      |          |
| 2019 | Катя Рагуза           | Тенниел Кэмпбелл      | Marie Gielen      |          |
| 2020 | отменено              | отменено              | отменено          | отменено |
| 2021 | Глэдис Верхулст       | Джорджия Бариани      | Дебора Сильвестри |          |
| 2022 | Броди Чапман          | Виктори Гильман       | Кристина Тонетти  |          |
| 2023 | Виктори Гильман       | Erica Magnaldi        | Эвита Мьюзик      |          |
| 2024 | Lore De Schepper      | Эвита Мьюзик          | Erica Magnaldi    |          |
| 2025 | Erica Magnaldi        | Мона Миттервальнер    | Леа Куринье       |          |